# Katastrofa lotu Capital Airlines 20
Katastrofa lotu Capital Airlines 20 – katastrofa lotnicza, która wydarzyła się 18 stycznia 1960 roku. W jej wyniku Vickers 745D Viscount należący do linii Capital Airlines rozbił się na farmie w hrabstwie Charles City, zabijając wszystkie 50 osób na pokładzie.

## Samolot
Maszyną obsługującą lot 20 był Vickers 745D Viscount (nr rej.N7462) o numerze seryjnym 217. Samolot po raz pierwszy wzbił się w powietrze 2 lipca 1957 roku i wylatał 9247 godzin i 7200 cykli startu i lądowania. 

## Przebieg lotu
Samolot odbywał rutynowy lot z Waszyngtonu do Norfolk. Na wysokości około 2500 metrów samolot wleciał w obszar sprzyjający oblodzeniu, a następnie doszło do zgaśnięcia dwóch silników i automatycznego ustawienia ich śmigieł w chorągiewkę. Załoga próbowała zrestartować silnik nr 4, lecz po ustawieniu pełnej mocy samolot wpadł w korkociąg. Podczas opadania doszło do awarii pozostałych silników oraz automatycznego ustawienia ich w chorągiewkę. Załoga próbowała ponownie uruchomić silniki i wprowadzić samolot w nurkowanie w celu ponownego ustawienia śmigieł w normalnej pozycji. Niestety nie udało się ustawić śmigieł w pozycji do lotu, przez co maszyna wpadła w płaski korkociąg i rozbiła się w zalesionym terenie. Jak wykazało śledztwo, przyczyną było zbyt późne włączenie systemu odladzającego silniki, co doprowadziło do wyłączenia silników i utraty elektryczności, wyniku czego piloci nie mogli ustawić śmigieł znowu w pozycję roboczą. 